# Старостин, Антон Игоревич
Антон Игоревич Старостин (род. 20 октября 1995, Калининград) — российский военнослужащий, старший лейтенант. Командир танковой роты 126-й отдельной бригады береговой обороны Черноморского флота. Герой Российской Федерации (2022).

## Биография
Родился в 1995 году в Калининграде в семье потомственных военных. Его прадед, дед и отец были офицерами. Призван в ВС РФ  в 2003 году. После окончания срочной воинской службы поступил в Казанское высшее командное танковое училище. После выпуска в 2020 году был направлен в Крым, в 126-ю бригаду береговой обороны Черноморского флота на должность командира танкового взвода.
С 24 февраля 2022 года принимал участие в вторжении на Украину.

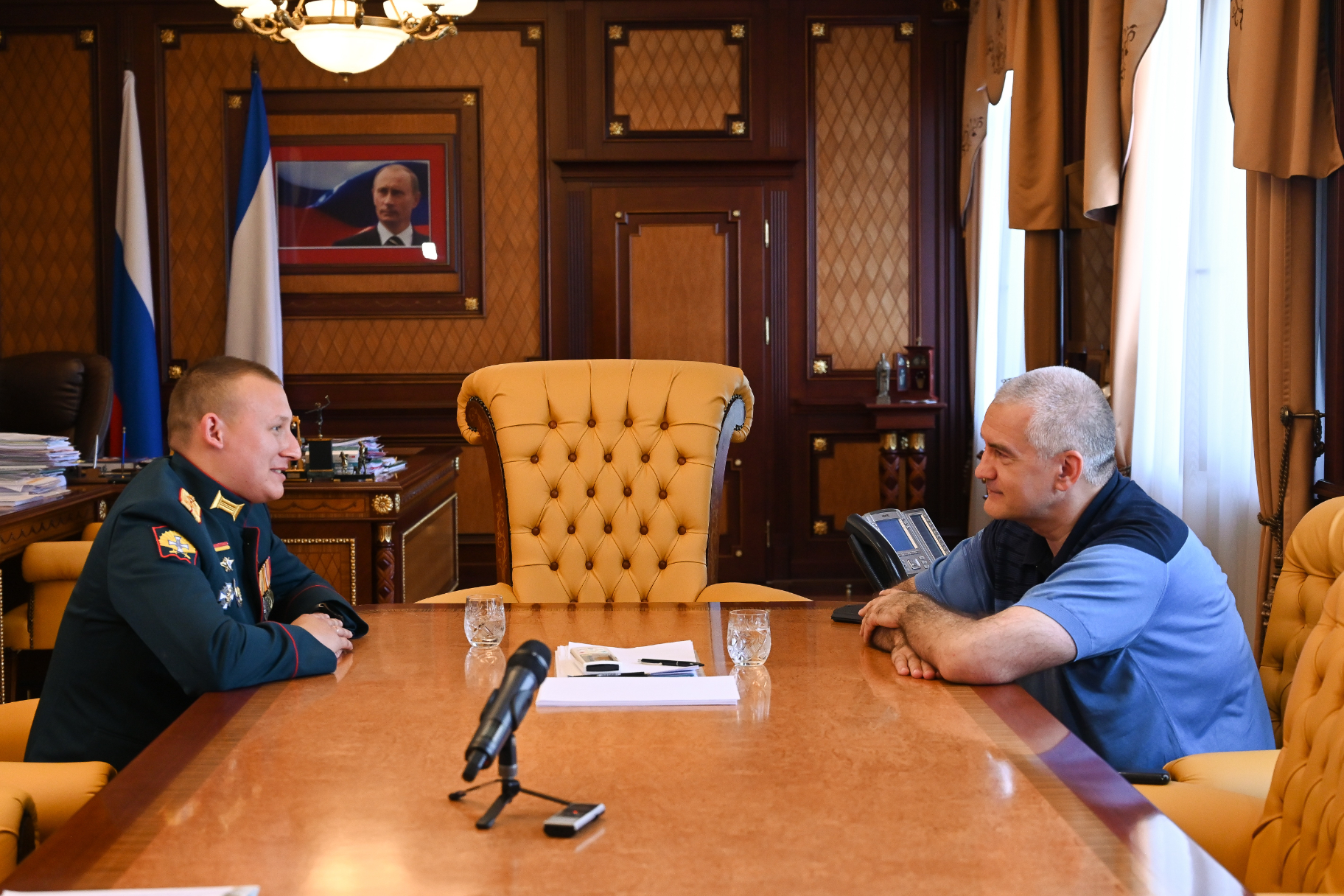
Глава Крыма Сергей Аксёнов провел встречу с участником программы «Время героев» Антоном Старостиным, 2 июля 2024

4 марта 2022 года закрытым Указом Президента России Владимира Путина удостоен звания Героя Российской Федерации за «героизм, мужество, отвагу и самоотверженность, проявленные при исполнении воинского долга».
Награда вручена Министром обороны России генералом армии Сергеем Шойгу 11 марта 2022 года.
С 2024 года обучается на юридическом факультете Крымского федерального университета. Походит стажировку в Правительстве Республики Крым по программе кадрового резерва «Время героев». 